# Luhrarne
Luhrarne är Sveriges nordligaste studentorkester och är hemmahörande i Luleå vid Luleå tekniska universitet. Orkestern startade sin verksamhet runt år 1978 av två studenter vid den tidens Luleå tekniska högskola. I dag består orkestern av ca 25 medlemmar. I medlemsantalet har även baletten Vihrvlarne räknats in. Grundsättningen i bandet är storband som utökats med klarinett, tvärflöjt, bastuba etc. 
Musiken som spelas i Luhrarne är väldigt bred och består av en hel del storband, en gnutta schlager samt någon del hårdrock. 
Från och med 2006 känns Luhrarne igen på de gröna rockarna som bärs i samband med spelningar och andra väl passande evenemang. 

## Konserter (ett urval)
Varje år genomför Luhrarne en större konsert. De senaste årens konserter är:
- 2001 - Autumn Leaves
- 2003 - In the Snowmodd
- 2004 - Har du hört den här?
- 2005 - Det våras för Luhrarne - en resa i tiden
- 2006 - Orkestern - en musikalisk dokusåpa
- 2007 - Mr Cool
- 2008 - Jubileumskonsert - Luhrarne 30 år
- 2009 - "Taggad på Facebook"
- 2012 - "Pop är inte musik (...men vi spelar det ändå)"
- 2013 - Luhrarne 35 år, jubileumskonsert
- 2014 - Vår-Höstkonsert

2010 och 2011 fick konserterna ge vika för andra arrangemang.

## Diskografi
- 1990 - "Luhrendrejerier"
- 2010 - "Iskalla toner"